# Горная война Александра Македонского
Горная война Александра Македонского (весна 327 до н. э.) — захват Александром Македонским неприступных природных крепостей в Согдиане и Бактрии.

## Предыстория
После вторжения в Азию в 334 до н. э. Александр Великий к 329 до н. э. достиг восточных рубежей Персидской державы. Персидская обширная сатрапия Бактрия (совр. Афганистан и южная часть совр. Узбекистана и Таджикистана) и Согдиана (совр. Узбекистан и Таджикистан) и при персидских царях сохраняла большую степень автономности, главным образом из-за полудикого нрава местных жителей и труднодоступной местности. На местах правили местные князья, которые после разгрома персидской империи не желали признавать власть македонского царя, человека чуждой культуры и других обычаев. В борьбе с Бессом в Бактрии и Спитаменом в Согдиане Александр провёл 329—327 до н. э. Крупных сражений не было, велась полупартизанская война с внезапными набегами и карательными рейдами в ответ. Захват двух опорных пунктов в горной Согдиане и Бактрии наглядно продемонстрировал как тактическое умение Александра, так и высокий боевой дух его армии.

## Скала Согдианы
После зимнего отдыха в начале весны 327 до н. э. Александр осадил Согдийскую Скалу, где скопилось много повстанцев под командованием Ариомаза. Среди них были жена и дети бактрийского вельможи Оксиарта. Квинт Курций Руф называет число повстанцев в 30 тысяч. Высокие отвесные стены делали место неприступным, глубокий снег затруднял подступы и обеспечивал обилие воды защитникам, запасы еды позволяли выдержать 2-годовую осаду. В периметре скала имела размер около 25 км.
Когда Александр потребовал сдачи, варвары со смехом посоветовали македонскому царю поискать крылатых воинов, чтобы с ними штурмовать неприступную твердыню.
Крылатых воинов Александр не имел, но отобрал 300 наиболее опытных скалолазов из своих солдат. Первому, кто взойдёт на скалу, обещана была награда в 12 талантов, второму награда поменьше, но даже и последнему тоже причиталась награда. Храбрецы заготовили железные костыли, длинные верёвки и под покровом ночи совершили дерзкое восхождение по наиболее отвесной, а потому неохраняемой стороне скалы. 32 из них сорвались, но остальные без оружия к рассвету поднялись на самую вершину. Оттуда они, размахивая белыми поясами, подали сигнал Александру. Царь через глашатая указал согдийским повстанцам на своих воинов на вершине горы, потребовав немедленной сдачи.
Полиен передаёт эту историю немного иначе. Согласно его рассказу, воины Александра совершили восхождение не по отвесной скале, а по крутому склону, густо заросшему деревцами, за которые они цеплялись короткими верёвками.
Вряд ли варвары поверили в крылатых воинов, однако, потрясённые видом врагов над своей головой, приняли горстку скалолазов за более крупные силы и предпочли вступить в переговоры. Сначала Ариомаз пытался выторговать безопасный уход, но Александр требовал безоговорочной капитуляции. По версии Курция, Ариомаз вместе с другими вождями сдался на милость царя — всех их Александр приказал бичевать, а затем распять у подножия скалы. Остальных сдавшихся Александр подарил населению новых заложенных городов в тех краях. История Курция во многих деталях не согласуется с рассказом об этих же событиях у других авторов, в частности, не вызывает доверия описание расправы со сдавшимся князем и его сторонниками. Но теоретически Александр вполне мог обойтись подобным образом расправиться с восставшими, если считал их изменниками, а не равными ему противниками.
Пленённая в результате захвата скалы дочь Оксиарта, девушка юная и очень красивая, привлекла внимание Александра. Влюбившись в Роксану, он сделал её своей женой. Оксиарт, пользуясь таким случаем, перешёл на сторону Александра и был назначен сатрапом.

## Скала Хориена
Из Согдианы путь Александра в Индию лежал через Бактрию.
Удельный князь племени паретаков в Бактрии, Хориен, заперся на скале, названной его именем. Арриан так описывает эту крепость:

«Скала эта высотой была в 20 стадий, окружностью же в 60. Была она со всех сторон отвесная, и вела на неё только одна дорога, причем узкая и неудобная, устроенная наперекор природе этого места. Взойти по ней было трудно даже при отсутствии всякого сопротивления и двигаясь поодиночке. Скалу опоясывала глубокая пропасть, и тому, кто задумал бы подвести войско к этой скале, нужно было задолго до этого засыпать эту пропасть, чтобы повести штурм с ровного места.»

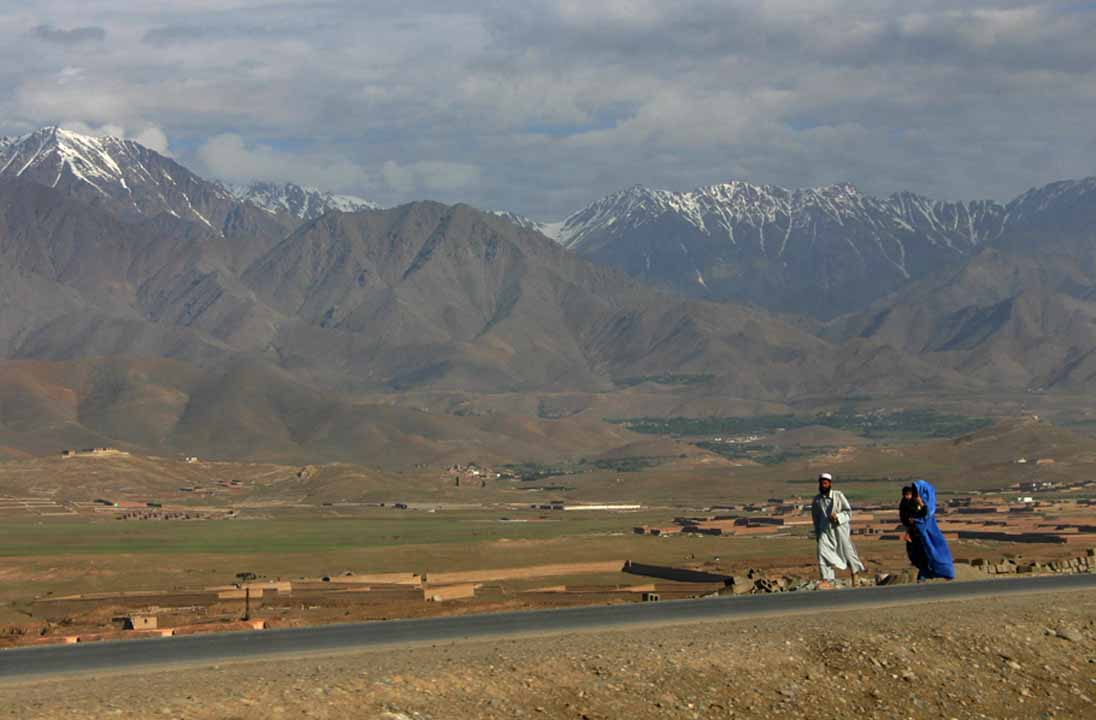
Пейзаж Афганистана, бывшей Бактрии

Македонянам помогло то, что вокруг росло много елей, из них наготовили лестниц и спустились в пропасть. Со дна пропасти стали возводить настил по склону скалы таким образом, чтобы солдаты могли по нему пойти на приступ вершины. Всё войско, разделённое по сменам, работало круглосуточно, защищённое навесом от вражеских стрел и камней. Варвары забеспокоились, когда македонские стрелы стали долетать до их позиций. Хориен попросил прислать Оксиарта, повёл с ним переговоры. Оксиарт, ставший тестем македонского царя, сумел на собственном примере убедить князя паретаков в великодушии Александра. Хориен сдал неприступную крепость с огромным запасом неизрасходованных припасов, а Александр, поддерживая свою репутацию, поручил ему ведать этой крепостью и оставил его править в тех краях.
Похожую, но весьма искажённую историю рассказывает Курций, именуя бактрийского князя Хориена Сисимитром.